# Apractocleidus
Apractocleidus là một chi thằn lằn cổ rắn, được Smellie mô tả khoa học năm 1916.